# Acacia carneorum
Acacia carneorum é uma espécie de leguminosa do gênero Acacia, pertencente à família Fabaceae.